# Güterverwaltung des Apostolischen Stuhls
Die Güterverwaltung des Apostolischen Stuhls (lateinisch Administratio Patrimonii Sedis Apostolicae, kurz APSA) ist eine Behörde der Römischen Kurie, die Aufgaben des Schatzamtes und der Zentralbank der Vatikanstadt und des Heiligen Stuhls innehat. Gemeinsam mit dem Wirtschaftsrat, dem Wirtschaftssekretariat, dem Amt des Generalrevisors, der Kommission für vertrauliche Angelegenheiten und dem Investitionskomitee gehört sie zu den wirtschaftlichen Organen der Kurie. Der SWIFT-Code ist APDEVAVAXXX.

## Überblick
Papst Paul VI. gründete die Güterverwaltung 1967 durch Zusammenlegung verschiedener früherer Ämter, u. a. der 1929 gegründeten Sonderverwaltung des Heiligen Stuhls. Diese verwaltete die Entschädigungssumme von 1,75 Milliarden Lire, die das Königreich Italien dem Vatikan auf Grund der Lateranverträge überwiesen hatte.
Zu den Aufgaben des Amts gehörten die Finanzierung der Verwaltung der Gesamtkirche. Sie umfasste die ordentliche Abteilung für Kassenliquidität und Immobilienverwaltung als auch die Außerordentliche Abteilung für Kapitalanlagen (Wertpapiervermögen).
Die Leitung der Güterverwaltung war stets einem Kardinal vorbehalten. Zur Bewältigung seiner Aufgaben standen ihm weitere Kardinäle sowie ein Sekretär zur Seite.
Mit einem Motu Proprio vom 9. Juli 2014 übertrug Papst Franziskus die Aufgaben der ordentlichen Abteilung der Güterverwaltung und Immobilien an das Wirtschaftssekretariat. Die Aufgaben, die bisher die außerordentliche Abteilung erfüllt hat, bleiben bei der APSA. Die Funktionen der APSA sind somit die eines Schatzamtes und der Zentralbank des Heiligen Stuhls und der Vatikanstadt. Seit 2023 ist Kurienerzbischof Giordano Piccinotti Präsident der APSA.

## Präsidenten
- 1935–1939 Domenico Mariani
- 1968–1969 Amleto Giovanni Cicognani
- 1969–1979 Jean-Marie Villot
- 1979–1981 Giuseppe Caprio, dann Kardinalpräfekt der Präfektur für die ökonomischen Angelegenheiten des Heiligen Stuhls
- 1981–1989 Agostino Casaroli
- 1989–1995 Rosalio Lara SDB
- 1995–1998 Lorenzo Antonetti
- 1998–2002 Agostino Cacciavillan
- 2002–2011 Attilio Nicora
- 2011–2018 Domenico Calcagno
- 2018–2023 Nunzio Galantino
- 2023–0000 Giordano Piccinotti SDB

## Mitglieder der Kommission (Stand 2025)
- Kevin Farrell
- James Michael Harvey (seit 2013)
- Daniel Fernando Sturla Berhouet (seit 2020)
- Luis Antonio Tagle (seit 2021)[9]
- Peter Turkson (seit 2021)[9]
- Rainer Maria Woelki (seit 2015)
- Matteo Maria Zuppi (seit 2020)
- Raffaella Petrini FSE (seit 2022)[10]
- Christophe Pierre (seit 2023)[11]
- Fabio Baggio CS (seit 2025)[12]